# Protrigonia zizanialis
Protrigonia zizanialis är en fjärilsart som beskrevs av Swinhoe 1886. Protrigonia zizanialis ingår i släktet Protrigonia och familjen Crambidae. Inga underarter finns listade i Catalogue of Life.